# Џон Вилијам Секстон
Џон Вилијам Секстон (енг. John William Sexton, 1958, Лондон), у потпису Џон В. Секстон, ирски је књижевник чији опус обухвата збирке песама, приповетке, приче за децу и радио драме. Између осталог, бави се уредништвом, музиком и преводом јапанске поезије.
У издаваштву Креативног центра, на српски језик су преведене дечје књиге Дневник Џонија Кофина (2005) и њен наставак Џони Кофин и тајанствена светлост (2006).

## Биографија
Џон Вилијам Секстон рођен је у ирској породици 1958. године у Лондону, где је провео већи део свог детињства. Као дечак желео је да буде астронаут, а никако писац, јер је веровао да писци увек завршавају трагично. Ипак, када му је било осамнаест година, осетио је снажан стваралачки порив који га је навео да се, од тада, потпуно посвети књижевности. Свакодневно је писао и слао радове новинама и издавачким кућама, међутим наредних седам година ниједан није био прихваћен. Са двадесет и две године преселио се у Ирску, а пар година након тога коначно је био објављен његов први рад, хорор приповетка Блекторн (Blackthorne, 1983) у издању Ирске штампе (The Irish Press). Следеће године, његова приповетка била је номинована за књижевну награду Хенеси.
Наредне две деценије, радови Џона Секстона бивају редовно објављивани у ирским и британским часописима, као што су The Stinging Fly, Poetry Ireland Review, Southword, The Stony Thursday Book, али и у збиркама песама попут Or Volge L'Anno: At The Year's Turning (1998), Poets for the Millennium (1999), Our Shared Japan (2007) и The Echoing Years: An Anthology Of Poetry From Canada & Ireland (2007).
Под псеудонимом Секс В. Џонстон је 1999. године објавио албум Sons of Shiva, у сарадњи с фронтменом групе Стренглерс, Хјуом Корнвелом. За албум је писао текст песама и певао. Секстон је од 1999. до 2002. године писао дечју радио драму Кула од слоноваче за радио станицу Ирске радио телевизије (RTÉ), што је послужило као основ за будуће књиге о Џонију Кофину.
Уредник је годишње збирке песама под називом Недовршена књига поезије (2005-), коју издаје град Корк. Ова збирка представља покушај да се деца средњошколског узраста подуче разноврсним видовима песничког изражавања, те подстакну на њихову употребу.
Године 2007. победио је на књижевном такмичењу града Листовела својом песмом Зелена сова (The Green Owl), а освојио је и награду Patrick and Katherine Kavanagh Fellowship in Poetry.

## Стваралаштво
Сматра да савремени песник треба да усваја нове, разноврсне утицаје светске књижевности како би развијао свој израз. Као и велики број других уметника, ретко је задовољан својим радовима, стално трагајући за новим начинима на које може да се побољша. То га покреће да пише нова дела и сазрева као писац.
Секстон дубоко верује у натприродно, у бића ирског и британског фолклора. Његов доживљај натприродног света одражава фасцинацију невидљивим, неухватљивим аспектима стварности, које настоји да препозна и потом саопшти кроз своју уметност. Срж његовог стваралаштва лежи у покушају саображаја управо тог неухватљивог, строго субјективног доживљаја света са видљивим, свакодневним елементима живота. Велико надахнуће у том погледу била му је поезија хаику песника Исе.

### Збирке песама
- The Prince's Brief Career (1996)
- Shadows Bloom / Scáthanna Faoi Bhláth (2004), збирка преведених хаикуа у сарадњи с Габријелом Розенстоком
- Vortex, (2005)
- Petit Mal (2009)
- The Offspring of the Moon (2013)
- Future Pass (2018)

- Inverted Night (2019)

### Дечје приче
- Дневник Џонија Кофина (The Johnny Coffin Diaries, 2001), објављена на српском језику 2005. године у издању Креативног центра
- Џони Кофин и тајанствена светлост (Johnny Coffin School-Dazed, 2002), објављена на српском језику 2006. године у издању Креативног центра

## Дискографија
- Sons of Shiva у сарадњи с Хјуом Корнвелом; HIS CD001 1999, Track Records TRK1018CD 2002